# بخش سنگان
بخش سنگان؛ نام یکی از بخش‌های شهرستان خواف در استان خراسان رضوی ایران است. بنابر سرشماری مرکز آمار ایران، جمعیت بخش سنگان شهرستان خواف در سال ۱۳۹۵ برابر با ۲۶٬۵۶۴ نفر بوده‌است.

## تقسیمات کشوری
- بخش سنگان
  - دهستان پایین خواف
  - دهستان بستان

شهر سنگان